# Пикнодизостоз
Пикнодизосто́з (от др.-греч. πυκνός — плотный, крепкий, частый + др.-греч. δυσ — приставка, означающая «затруднение», «отклонение от нормы», «нарушение функции» + др.-греч. ὀστέον — кость + лат. -ōsis — суффикс, означающий «патологическое состояние», «болезнь») — редкое наследственное заболевание из группы лизосомных болезней накопления, патология костной ткани, связанная с мутацией гена, кодирующего фермент катепсин K.

## Историческая справка
Данный симптомокомплекс впервые описан в 1962 году французскими врачами: педиатром Пьером Марото (фр. P. Maroteaux, род. в 1926) и его наставником генетиком Морисом Эмиль Жозеф Лами (фр. M. E. J. Lamy, 1895—1975).

### Дискуссия
В 1965 году P. Maroteaux и M. E. J. Lamy на основании клинических признаков (карликовость, близкородственный брак — бабушки Анри приходились друг другу родными сёстрами, перелом кости в результате относительно лёгкой травмы и, вероятно, выступающие лобные и затылочные бугры, вынуждавшие его постоянно носить шляпу) предположили наличие пикнодизостоза у графа Анри́ Мари́ Раймо́н де Тулу́з-Лотре́к-Монфа́ — французского художника-постимпрессиониста из графского рода Тулуз-Лотреков. В 1993 году P. Maroteaux опубликовал исчерпывающее и хорошо иллюстрированное исследование предполагаемой болезни Тулуз-Лотрека. Однако в 1994 году J. Frey представил данные, свидетельствующие об отсутствии диагноза пикнодизостоз в случае Тулуз-Лотрека. Тем не менее, в 1995 году P. Maroteaux опубликовал опровержение гипотезы J. Frey. В том же (1995) году J. Frey опубликовал ответ на опровержение.

## Эпидемиология
В мире пикнодизостоз встречается с частотой 1 — 1,7 на 1 000 000 населения.

## Патогенез
Клиническая картина развивается в результате мутации гена CTSK, расположенного на длинном плече 1-й хромосомы (локус 1q21.3).

## Наследование
Пикнодизостоз наследуется, как и подавляющее большинство лизосомных болезней накопления, по аутосомно-рецессивному типу наследования. Следовательно, с одинаковой частотой встречается как у мужчин, так и у женщин. Заболевание клинически манифестирует только в случае, когда обе аутосомы, полученные по одной от отца и матери, являются дефектными по гену CTSK (повреждение обеих копий гена, находящихся на гомологичных аутосомах 1q21.3).

## Классификация
Поначалу пикнодизостоз относили к мукополисахаридозу VI типа. Однако проведенные молекулярно-генетические исследования позволили выделить это заболевание в отдельный вид лизосомной болезни накопления.

## Клиническая картина
Для данного генетически детерминированного заболевания типичны низкий рост (ниже 150 см) — 96% пациентов, недоразвитие костей лицевого черепа, выступающие лобные и затылочные бугры — 72% пациентов, позднее закрытие черепных швов и незаращение большого родничка — 73% пациентов. Генерализованный (системный) склероз костей, который предрасполагает к поперечным переломам костей без нарушения их формы и сужения костномозговой полости встречается у 89% пациентов. Кроме того, описаны гипоплазия и тупой угол нижней челюсти, узкое нёбо, нарушение прорезывания зубов: частичная адонтия, аномалии формы и положения зубов, а также множественный кариес.

## Дифференциальная диагностика
Проводится с:
- несовершенным остеогенезом,
- черепно-ключичной дисплазией,
- остеопетрозом.

Внешние клинические признаки пикнодизостоза (голубое окрашивание склер и предрасположенность к переломам) часто приводят к ошибочной диагностике несовершенного остеогенеза.